# Regina Zenobia trovata sul bordo dell'Arasse
La Regina Zenobia trovata sul bordo dell'Arasse o Zenobia salvata dai pastori (Zénobie sauvée par les bergers) è un dipinto a olio su tela di Nicolas Poussin, databile al 1657 circa, conservato al museo dell'Ermitage, a San Pietroburgo.

## Storia
Nicolas Poussin cominciò a dipingere questo dipinto a Parigi, ma dovette tornare a Roma e lo lasciò incompiuto.
Il visconte di Grouchy pubblicò l'inventario della collezione dell'abate Quesnel nel 1892: nell'inventario si menziona per la prima volta questo dipinto. In seguito, nel 1914, Émile Magne menzionò un dipinto incompiuto il cui soggetto era il ritrovamento di Zenobia. Il catalogo dei disegni del museo nazionale di Stoccolma indicava che il disegno di Zenobia (un acquisto dalla collezione Crozat) faceva già parte della collezione Quesnel. Tutto ciò consente di identificare questo dipinto, precedentemente indicato come un dipinto della scuola francese del XVII secolo, con quello del Pussino nella collezione dell'abate Quesnel.
Il quadro venne acquistato dal museo dell'Ermitage nel 1931. In precedenza faceva parte della collezione dell'Accademia di belle arti di San Pietroburgo (all'epoca chiamata Leningrado).

## Descrizione
Il dipinto raffigura la regina Zenobia d'Armenia, sposa di Radamisto, salvata dai pastori sulle rive del fiume Arasse. Radamisto, il re d'Armenia, aveva pugnalato Zenobia su sua richiesta prima di fuggire a causa dell'avanzata dei ribelli guidati da Tiridate. Quest'episodio è ripreso dagli Annali di Publio Cornelio Tacito.
Questo dipinto, rimasto incompiuto, è stato attribuito a Poussin dallo storico d'arte V. Miller nel 1934 a partire da un disegno, molto simile al quadro, conservato nel museo Puškin. L'attribuzione venne poi confermata da Walter Friedländer nel 1949, dopo aver esaminato altri tre disegni e quello di Mosca. Questi disegni dimostrano l'evoluzione cronologica della composizione di quest'opera da parte dell'artista. Due disegni, uno al museo Condé di Chantilly e l'altro nel castello di Windsor, mostrano la regina svenuta portata da due pastori: entrambi i disegni sono delle bozze. Il terzo disegno (quello del museo Puškin) mostra i pastori che trovano Zenobia svenuta sulle rive del fiume. Il quarto disegno, quello conservato a Stoccolma, è praticamente identico al dipinto conservato nell'Ermitage.